# مثلجات الشوكولاتة
مثلجات الشوكولاتة هي أحد نكهات المثلجات. وهي النكهة الأكثر شيوعًا وتليها الفانيليا.

## تاريخ الشوكولاتة
تم نشر أقدم وصفات الشوكولاتة المجمدة في نابولي بإيطاليا عام 1693م، في مجلة "The Modern Steward" التي يمتلكها أنطونيو لاتيني. كانت الشوكولاتة واحدة من أولى نكهات الآيس كريم، والتي تم إنشاؤها قبل الفانيليا، حيث كانت المشروبات الشائعة مثل الشوكولاتة الساخنة والقهوة والشاي هي المواد الغذائية الأولى التي تحولت إلى الحلويات المثلجة.
أصبحت الشوكولاتة الساخنة مشروبًا شعبيًا في أوروبا في القرن السابع عشر، إلى جانب القهوة والشاي، وتم استخدام هذه المشروبات الثلاثة لصنع الحلويات المجمدة وغير المجمدة. وباعتمادة على المشروبات انتج لاتيني وصفتين من الثلج، وكلاهما يحتوي على الشوكولاتة والسكر فقط.
في عام 1775م، كتب الطبيب الإيطالي فيليبو بالديني مقالة بعنوان دي سوربيتي، حيث أعتبر مثلجات الشوكولاتة كعلاج للعديد من الحالات المرضية، بما في ذلك النقرس، والاسقربوط.
أصبح لآيس كريم الشوكولاته شعبية في الولايات المتحدة في أواخر القرن التاسع عشر. بعد أن بدأ الإعلان الأول للآيس كريم في أمريكا في نيويورك في 12 مايو 1777م، عندما أعلن فيليب لينزي أن المثلجات متوفرة «كل يوم تقريبًا». حتى عام 1800م، كان الآيس كريم حلوى نادرة وغريبة تمتعت بها في الغالب النخبة.
كان هناك حوالي 1800 منزل معزول كان يستخدم لتصنيع واختراع الآيس كريم ثم سرعان ما أصبح يُصنع في أمريكا.